# Yannick Laude
Yannick Laude, est un écrivain, journaliste et scénariste de bandes dessinées français né à Nevers en 1959.

## Biographie
Né le 6 décembre 1959 à Nevers, Yannick Laude devient journaliste en 1981 au sein de la rédaction de la radio libre Carbone 14 avant une longue carrière à Paris puis à Bruxelles, qui l’amèneront à collaborer au Quotidien de Paris, Info-matin, l’Agence centrale de presse, Paris Match, La Croix, la Voix du Nord, Le Télégramme , avant de rejoindre le Parlement européen en 2004.
Conseiller en communication politique, porte-parole et plume de l’ancien Premier ministre belge Guy Verhofstadt de 2009 à 2019 il est également prête-plume pour des ouvrages divers signés de personnalités. Yannick Laude publie une série de bandes dessinées sous son nom propre puis écrit des romans historiques, mêlant géopolitique internationale et personnages fictifs réalistes. Il est reconnu pour la véracité et la fiabilité des faits qu'il illustre.
Auteur de nombreuses enquêtes journalistiques, et de bandes dessinées, il s'illustre en 1986 par un livre reportage sur la drogue à l’école, puis  se distingue par la publication de deux romans aux éditions Albin Michel ayant pour cadre Raqqa sous la férule de l’État islamique.

## Œuvre
- Le Protocole Aïda[7],dessiné par Marco Venanzi avec Michel Pierret, scénario de Yannick Laude, 2007 (chez Casterman)
- Meurtre à Raqqa, 2019[8] (Albin Michel)
- Raqqa, nid d’espions, 2021 [9](Albin Michel)